# Hurecourt
Hurecourt é uma comuna francesa na região administrativa de Borgonha-Franco-Condado, no departamento de Alto Sona. Estende-se por uma área de 4,93 km². Em 2010 a comuna tinha 42 habitantes (densidade: 8,5 hab./km²).